# زومکالگا
زومکالگا شهری در شهرستان بورزانگا در استان بام در بورکینافاسوی شمالی است و جمعیت آن ۸۴۱ نفر است.